# Palais Kranz (Liechtensteinstraße)

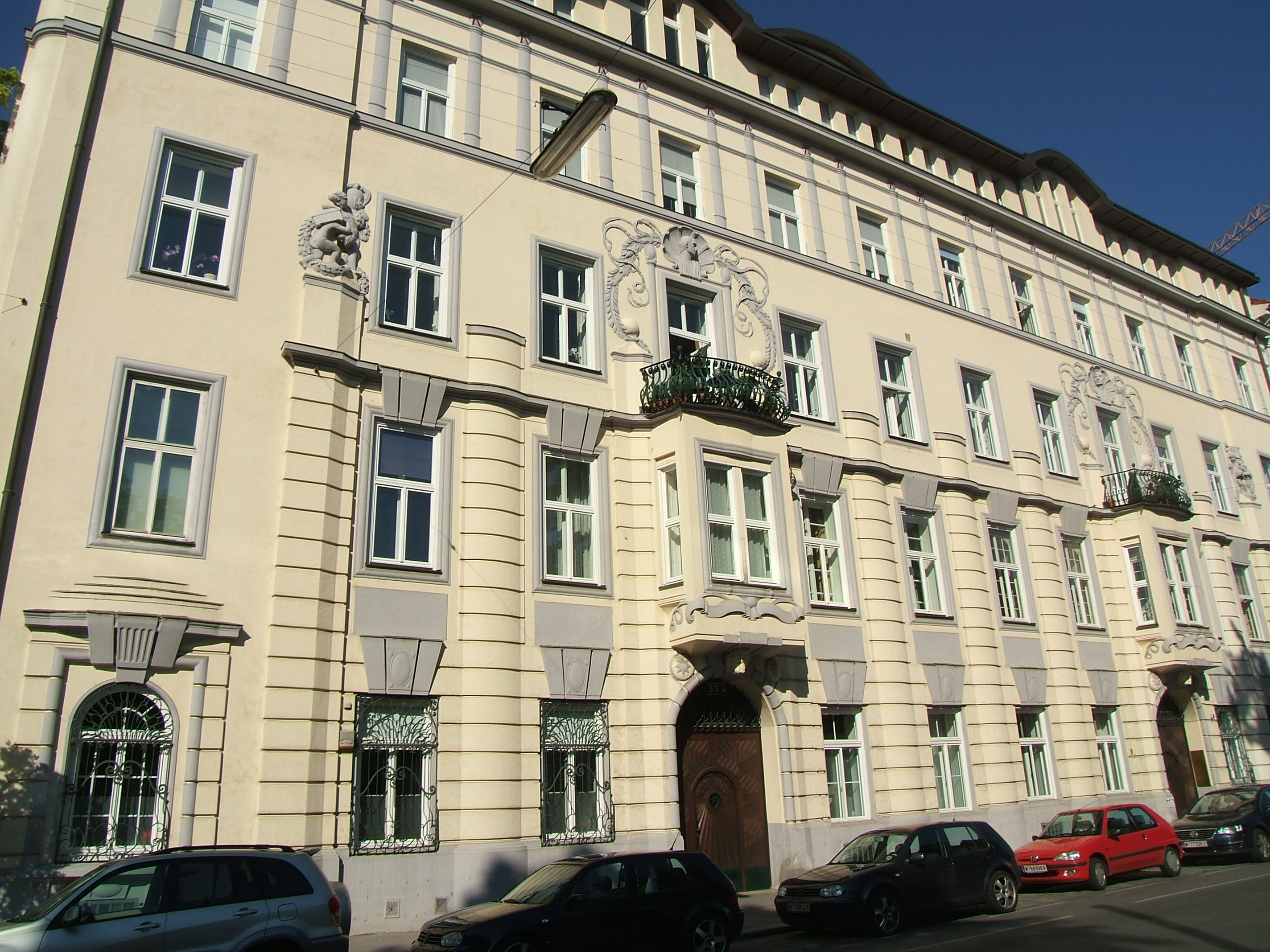
Palais Kranz

Das Palais Kranz befindet sich im 9. Wiener Gemeindebezirk Alsergrund, Liechtensteinstraße 53–55.

## Geschichte
Der ursprüngliche Bau stammt von Ignaz Drapala und wurde in den Jahren 1913/14 von Friedrich Ohmann mit einer neuen Fassade versehen. 1915/16 erfolgte ein neuerlicher Umbau im Erdgeschoß durch Oskar Strnad. In der Zwischenkriegszeit wurde ein Großteil der Inneneinrichtung für den damaligen Bewohner, dem Wiener Bankier und Spiritusindustriellen Dr. Josef Kranz, von Richard Teschner gestaltet. Teschner wurde 1913 mit der Ausstattung des Damenschlafzimmers beauftragt. Bis 1915 entwarf er Möbelstücke, Wandtapeten und kleine Gebrauchsgegenstände. In diesem Ensemble fügten sich Teschners Dekorationsplastiken und Gemälde ein, darunter auch Der Berg der deutschen Arbeit. Anfang der 1920er Jahre wurde mit monumentalen Wandgemälden wie Die Schöpfung und den ganzfigürlich dargestellten Gründerväter großer Weltreligionen für den Salon ein synkretistisches Gesamtkonzept realisiert, welche sich bald zu einer lokalen Sehenswürdigkeit entwickelte. Zusätzlich entstanden eine Reihe von Porträts von Lilly Kranz, der Gattin vom Auftraggeber. Dieser Einrichtung wurde ein Kapitel der Teschner-Ausstellung im Österreichischen Theatermuseum gewidmet.
Die Inneneinrichtung musste im Mai 1933 versteigert werden.

## Beschreibung
Der an drei Seiten freistehende Bau besitzt eine wuchtige zwölfachsige Straßenfront mit abgerundetem Eckrisalit. Bis auf die beiden seitlichen Achsen sind alle Achsen des Erdgeschoßes und des ersten Stocks durch eine Nutung optisch zusammengefasst. Die beiden Rundbogenfenster der Seitenachsen sind im Erdgeschoß die Ausnahme, sonst sind alle Fenster rechteckig, mit einfacher grauer Rahmung und ohne Verdachung. Im Erdgeschoß sind sie teilweise auch mit schmiedeeisernem Gitter versehen. Zwei seitliche Rundbogenportale mit Agraffen und darüber liegendem Erker akzentuieren die Fassade. Die Erker tragen Balkone mit Schmiedeeisengitter. Die Balkontüren sind mit dekorativem in Grau gehaltenen Reliefdekor sowie einer Muschel mit Männerbüste verziert. Puttengruppen zieren die Innenkanten der seitlichen Risalite.